# Hoplocnemis mutica
Hoplocnemis mutica är en skalbaggsart som beskrevs av Hermann Burmeister 1844. Hoplocnemis mutica ingår i släktet Hoplocnemis och familjen Melolonthidae. Inga underarter finns listade i Catalogue of Life.